# Exopolítica
La exopolítica según  la Ufología trata sobre las hipotéticas relaciones políticas entre extraterrestres y seres humanos; que se basa en la existencia de relaciones políticas terrestres con diferentes de razas extraterrestres o viajes políticos intergalácticos.  
Para la exopolítica,  existen en el Universo más planetas, además de la Tierra, que albergan civilizaciones. La exopolítica pretende desentrañar esas relaciones y conocer sus protagonistas y leyes: qué clase de extraterrestres están o han estado presentes en la Tierra, cuáles son o han sido sus actividades e intenciones, quiénes son y qué hacen los humanos involucrados.

## Escritores destacados
La exopolítica fue fundada por Michael Salla, licenciado en Ciencias Políticas por la Universidad de Queensland, Australia, y profesor en la Universidad Americana. Fue apartado de su puesto en la facultad a raíz de la publicación de un artículo suyo en el Washington Post, en el cual informaba sobre su investigación de un presunto encuentro entre el presidente Dwight Eisenhower y dos extraterrestres en una base militar cercana a Roswell (Nuevo México). Hacia 1950, Salla declaró en la entrevista que el presidente Eisenhower había autorizado a extraterrestres a tomar ganado y secuestrar seres humanos para experimentar. Según Salla estima, esos extraterrestres han abducido a millones de seres humanos. Salla admitió al Washington Post que la evidencia en la cual se apoyan sus afirmaciones acerca de la existencia de extraterrestres fue “encontrada por él en Internet”. En una de sus obras afirma que una visita al dentista por parte del presidente Dwight Eisenhower fue en realidad una tapadera para encubrir una reunión secreta con extraterrestres:
“[Eisenhower] se reunió con dos extraterrestres de pelo blanco, ojos azul pálido y boca incolora”, raza conocida como los Nórdicos. Estos habrían propuesto compartir su avanzada tecnología y sabiduría espiritual con los seres humanos a condición del compromiso de eliminar el arsenal nuclear americano. Salla asegura que Eisenhower declinó la oferta. 
Dentro del género literario de la exopolítica también destaca el escritor y conferencista británico David Icke, que en sus numerosos libros especula sobre el control mundial que ejercerían unos seres extraterrestres a los que él llama reptilianos, a través de unos pocos seres humanos —en su mayoría magnates y miembros de estirpes reales— a los que llama Illuminatis. Los reptilianos llevarían ejerciendo su control sobre la humanidad desde hace miles de años. Icke sostiene que los reptilianos  son originarios de las constelaciones Alfa Draconis y Sirio, son interdimensionales y también viven en el interior hueco de la Tierra.

## ExoPolitics Institute
Michael Salla funda y preside desde el 2005 el “ExoPolitics Institute” con sede en Hawái y ofrece charlas, como el "Aztec UFO Symposium" celebrado en Aztec, Nuevo México desde el 2009.  El "Instituto de Exopolítica" ofrece un curso en línea de llamado Certificado Exopolitica, el antes llamado Diplomacia Galáctica, entre otros diplomas de Ufología. Este certificado consta de cinco cursos (temas) por el valor de 1560 $ Dólares USD de matrícula con tarifa reducida o 1950 $ la tarifa completa por curso (pago fraccionario) con una duración total de 6 meses y 14 semanas repartidos en un año entero (14 semanas en otoño, un semestre en invierno y otro semestre en verano), aunque la Web advierte que por el contenido puedes tardar de 1 a 3 años en completar el curso completamente. Por el modo enrevesado de los tiempos de los cursos, que se efectúa totalmente en línea, que el que Instituto de Exopolítica no sea una institución académica real y que aparenta serlo, tener un perfil público de Lobista con la Casa Blanca y el Gobierno de Estados Unidos de Américay que el título no tenga ninguna validez legal o académica, según detractores lo más seguro es que sea una estafa de Michael Salla para ganarse la vida después de haber sido apartado de su puesto como profesor de Ciencias Políticas en la facultad de la Universidad Americana por sus escandalosos publicaciones conspirativas en el Washington Post sobre la supuesta relación política del Presidente Eisenhower en su mandato presidencial con supuestos extraterrestres.